# Libor Šmoldas
Libor Šmoldas (*17. února 1982, Olomouc) je český jazzový kytarista, hudební skladatel, kapelník a pedagog. Patří k výrazným osobnostem české jazzové scény, pravidelně vystupuje také v zahraničí. Jeho manželkou je zpěvačka Vendula Šmoldasová, známá pod uměleckým jménem Zeurítia. Je synem spisovatele a překladatele Iva Šmoldase.

## Život a vzdělání
Šmoldas vyrůstal v Praze, kde se od dětství věnoval hudbě. Začínal hrou na flétnu a trubku, od dvanácti let se zaměřil na kytaru. Inspirován jazzem se postupně odklonil od rocku a blues.
Navštěvoval hudební gymnázium Evropská v Praze, kde začal aktivně vystupovat v jazzových klubech. Soukromě studoval u kytaristů Josefa Kůstky, Luboše Andršta, Zdeňka Fišera a Petra Zelenky. Účastnil se také jazzových dílen Karla Velebného ve Frýdlantu.
V letech 2001–2003 studoval Konzervatoř Jaroslava Ježka (obor jazzová kytara), poté pokračoval na Vyšší odborné škole Jaroslava Ježka (2003–2006). Později vystudoval bakalářský program jazzové kytary na Janáčkově akademii múzických umění v Brně (2010–2013) a magisterský program na Hudební fakultě AMU v Praze (2016–2018).
V roce 2005 získal stipendium na Berklee College of Music, které však nenastoupil. První delší pobyt v USA podnikl v roce 2009, kde studoval u významných newyorských kytaristů.

## Hudební kariéra

### Organic Quartet
První výraznější projekt představovalo Organic Quartet (2005–2009), vedené varhaníkem Ondřejem Pivcem. Skupina vydala několik alb a získala ocenění, mj. cenu Anděl za nejlepší jazzovou desku roku 2006.

### Vlastní projekty
Od roku 2007 vystupuje Šmoldas také jako kapelník. Jeho debutové album On the Playground (2007) vzniklo ve spolupráci s Ondřejem Pivcem a Łukaszem Żytou.
V letech 2009–2015 vedl Libor Šmoldas Quartet, s nímž natočil tři alba. V New Yorku spolupracoval s kontrabasistou Georgem Mrazem, bubeníkem Jeffem Ballardem a pianistou Samem Yahelem na desce In New York On Time (2010).

### Současné projekty
Od roku 2012 působí v Libor Šmoldas NYC Trio s bubeníkem Adamem Nussbaumem a kontrabasistou Jayem Andersonem. Trio natočilo tři alba a koncertuje v Evropě i USA.
V Česku vede Libor Šmoldas Organ Trio, které vzniklo v roce 2015. Soubor se zaměřuje na moderní jazz inspirovaný soul-jazzovou tradicí. A také Libor Šmoldas Quartet, hrající program "Sorry, Miles!", skladby připisované Milesu Davisovi.
Vedle toho vystupuje i sólově. Jeho nahrávka Blue – Šmoldas hraje Ježka (2015) obsahuje úpravy skladeb Jaroslava Ježka, album Silver (2019) pak aranžmá písní z československých filmů 30. let. 

### Spolupráce
Šmoldas spolupracoval s řadou českých i zahraničních jazzových hudebníků, mezi nimiž jsou například Ondřej Pivec, George Mraz, Bobby Watson, Brian Charette, James Morrison, Ingrid James, Nigel Price a mnozí další.
Od roku 2012 organizuje jazzové jam sessions v pražských klubech.

## Pedagogická činnost
Od roku 2006 působí jako pedagog na Konzervatoři a VOŠ Jaroslava Ježka v Praze, kde vyučuje kytaru, ansámblovou hru a rytmus. Vede také workshopy v Česku i zahraničí (Austrálie, USA, Polsko, Řecko).

## Ocenění
- 2006 – cena Anděl za album Don’t Get Ideas (s Organic Quartetem)
- 2009 – ocenění na festivalu ve Straubingu (s Organic Quartetem)
- 2011 – skladba Lydian Blues oceněna v soutěži Petrof Award
- 2014 – skladba Letter Home vyhlášena OSA a Bohemia Jazz Fest nejlepší jazzovou skladbou roku

## Diskografie (výběr)
- On the Playground (2007)
- In New York On Time (2010)
- Live at Jazz Dock (2011)
- 18 Days, 2000 Miles (2012)
- Intuition (2013, feat. Bobby Watson)
- Dreamtime (2013)
- Blue – Šmoldas hraje Ježka (2015)
- On the Move (2016)
- Lay It Down! (2017)
- Silver – Skici stříbrného plátna (2019)
- Dusk (2020)